# Alveoläre Gasgleichung
Die Alveoläre Gasgleichung erlaubt es, den Sauerstoffpartialdruck in den Alveolen der Lunge (pAO2) zu errechnen. Dieser wiederum ist erforderlich für die Berechnung der Alveolo-arteriellen Sauerstoffdruckdifferenz oder der Größe des Rechts-Links-Shunts, beides klinisch interessante Maßzahlen. Da man keine Gasproben aus den Alveolen entnehmen kann, um den Sauerstoffpartialdruck direkt zu messen, muss man ihn indirekt errechnen. Erstmals beschrieben wurde diese Art der Berechnung 1946.

## Voraussetzungen
Die Gleichung beruht auf folgenden Annahmen:
- Das eingeatmete Gas enthält kein Kohlendioxid (CO2).
- Stickstoff (und alle anderen Gase außer Sauerstoff) stehen im Gleichgewicht mit ihrem gelösten Anteil im Blut.
- Die eingeatmeten und alveolären Gase folgen der idealen Gasgleichung.
- Das Kohlendioxid (CO2) im Alveolargas steht im Gleichgewicht mit dem arteriellen Blut, d. h. die Partialdrücke in der Alveole und im arteriellen Blut sind gleich.
- Die alveoläre Luft ist gesättigt mit Wasserdampf.

## Gleichung
{\displaystyle p_{A}O_{2}=F_{I}O_{2}(P_{ATM}-pH_{2}O)-{\frac {p_{a}CO_{2}(1-F_{I}O_{2}(1-RQ))}{RQ}}}
Wenn FIO2 klein ist, oder genauer wenn {\displaystyle F_{I}O_{2}(1-RQ)\ll 1}, dann kann die Gleichung so vereinfacht werden:
{\displaystyle p_{A}O_{2}\approx F_{I}O_{2}(P_{ATM}-pH_{2}O)-{\frac {p_{a}CO_{2}}{RQ}}}
| Größe | Beschreibung                                            | Beispielwert        |
| ----- | ------------------------------------------------------- | ------------------- |
| pAO2  | Der alveoläre Sauerstoffpartialdruck (pO2)              | 107 mmHg (14,2 kPa) |
| FIO2  | Der Sauerstoffanteil des Einatemgases                   | 0,21                |
| PATM  | Der herrschende Luftdruck                               | 760 mmHg (101 kPa)  |
| pH2O  | Der Wasserdampfdruck bei Körpertemperatur               | 47 mmHg (6,25 kPa)  |
| paCO2 | Der Kohlendioxidpartialdruck im arteriellen Blut (pCO2) | 40 mmHg (5,33 kPa)  |
| RQ    | Der respiratorische Quotient                            | 0,8                 |

(Beispielwerte für Luft in Meereshöhe bei 37 °C.)